# Xã Boxville, Quận Marshall, Minnesota
Xã Boxville (tiếng Anh: Boxville Township) là một xã thuộc quận Marshall, tiểu bang Minnesota, Hoa Kỳ. Năm 2010, dân số của xã này là 39 người.